# Хлорат алюминия
Хлорат алюминия — неорганическое соединение, 
соль металла алюминия и хлорноватой кислоты с формулой Al(ClO3)3,
бесцветные кристаллы,
растворяется в воде,
образует кристаллогидрат.

## Получение
- Действие хлорноватой кислоты на гидроксид алюминия:

{\displaystyle {\mathsf {Al(OH)_{3}+3HClO_{3}\ {\xrightarrow {}}\ Al(ClO_{3})_{3}+3H_{2}O}}}

## Физические свойства
Хлорат алюминия образует бесцветные кристаллы,
растворяется в воде.
Образует кристаллогидрат состава Al(ClO3)3•6H2O.

## Применение
- В фармакологии как антисептик (маллебрин), как кровоостанавливающее средство;
- Используется в крашении текстиля.